# Gnaphosoidea
Gnaphosoidea è una  superfamiglia di aracnidi araneomorfi che comprende sette famiglie:
- Ammoxenidae SIMON, 1893
- Cithaeronidae SIMON, 1893
- Gallieniellidae MILLOT, 1947
- Gnaphosidae POCOCK, 1898
- Lamponidae SIMON, 1893
- Prodidomidae SIMON, 1884
- Trochanteriidae KARSCH, 1879